# عين بوشقيف
عين بوشقيف مدينة وبلدية تابعة إقليميا إلى دائرة دهموني ولاية تيارت الجزائرية.

## النشاط الرياضي
يوجد بعين بوشيقف فريق لكرة القدم فريق jsbb وهو أقدم فريق بالبلدية، ويوجد قاعة متعددة الرياضات.

## وصلات أخرى
في العهد الإستعماري كانت تسمى العويسات نسبة لعرش العويسات

### وصلات خارجية
1. ↑  معلومات ولاية تيارت: دائرة دهموني. [وصلة مكسورة] نسخة محفوظة 23 أبريل 2015 على موقع واي باك مشين.